# Heliotropium eremogenum
Heliotropium eremogenum är en strävbladig växtart som beskrevs av Ivan Murray Johnston. Heliotropium eremogenum ingår i Heliotropsläktet som ingår i familjen strävbladiga växter. Inga underarter finns listade i Catalogue of Life.